# If I Needed Someone
Pistes de Yesterday and Today
And Your Bird Can Sing We Can Work It Out
Pistes de Rubber Soul
Wait
(12) Run for Your Life
(14)
If I Needed Someone est une chanson des Beatles, parue au Royaume-Uni sur l'album Rubber Soul, le 3 décembre 1965. Elle est écrite et chantée par George Harrison, à propos de sa compagne de l'époque, Pattie Boyd. Le guitariste l'a composée en s'inspirant du style des Byrds, qu'il avait lui-même inspiré par son jeu de guitare électrique à douze cordes. Il s'agit d'une des premières compositions musicalement élaborées de Harrison.
La chanson est rapidement enregistrée, au cours de deux séances d'octobre 1965. Elle est principalement guidée par le riff de guitare à douze cordes de George Harrison, sur lequel se calque son chant, tandis que John Lennon et Paul McCartney assurent les chœurs. Outre sa publication sur la version britannique de Rubber Soul, If I Needed Someone est publiée aux États-Unis sur le disque Yesterday and Today en 1966. Les deux albums atteignent la première place des charts.
Il s'agit par ailleurs de la seule chanson de Harrison que les Beatles ont interprétée sur scène, lors de leur dernière tournée de 1966. Son auteur l'a également chantée lors de sa tournée japonaise de 1991. Elle fait également l'objet de plusieurs reprises dont la plus notable, par les Hollies, atteint la 20e place des charts en 1966 malgré une critique négative de la part de George Harrison.

## Historique

### Composition
If I Needed Someone, dont les paroles sont le discours d'un homme qui vient de rencontrer une personne et lui explique son intérêt pour elle : « Si j'avais besoin d'aimer quelqu'un, je penserais à toi », « si tu étais arrivée un autre jour, les choses ne se seraient peut-être pas passées ainsi ». La chanson s'adresse à Pattie Boyd, que George Harrison épousa quelques mois plus tard.
Dans son autobiographie I, Me, Mine écrite en 1980, Harrison explique : « If I Needed Someone est comme un million d'autre chansons construites autour de l'accord de ré. En bougeant le doigt, on obtient une multitude de mélodies. Cette partition de guitare, ou ses variations, se retrouve dans plein de chansons, et je suis émerveillé de voir qu'on continue à trouver de nouvelles permutations pour les mêmes notes ». Pour réaliser ces variations, Harrison place un capodastre sur la septième frette de sa guitare (il réutilisera le même procédé pour Here Comes the Sun) et s'il tourne autour de la position correspondant à un accord de ré, la dominante devient la tonalité de la. Ainsi, la ligne de basse est en la, tout comme la rythmique jouée sur sa guitare à six cordes par John Lennon,. 
Lorsque Derek Taylor, proche des Beatles, est allé à Los Angeles servir d'attaché de presse aux Byrds, George Harrison l'a chargé de dire que la musique de la chanson avait été inspirée par deux de leurs chansons, The Bells of Rhymmey et She Don't Care About Time. De façon intéressante, le groupe lui-même avait, l'année précédente, été inspiré par le travail de guitare à douze cordes de Harrison sur l'album A Hard Day's Night. Pour le journaliste Simon Leng, auteur d'un ouvrage sur l’œuvre de Harrison, il s'agit de sa première grande chanson d'un point de vue mélodique.

### Enregistrement

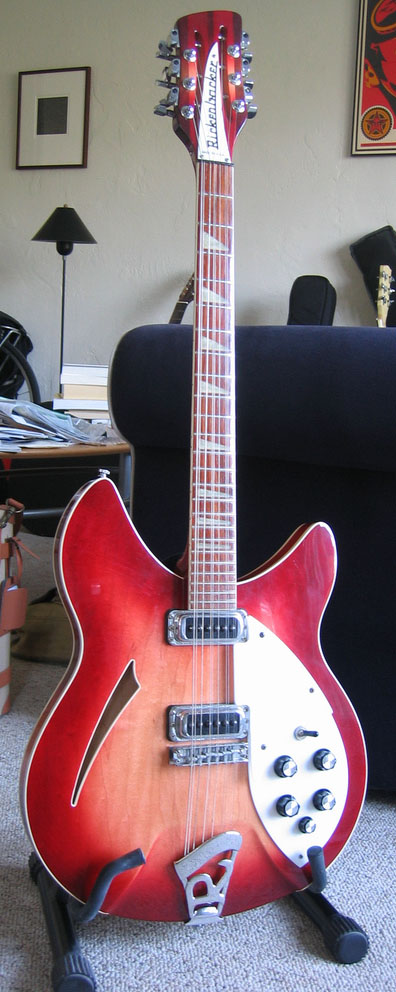
Le riff principal de la chanson est joué par George Harrison sur une Rickenbacker à douze cordes.

Le 16 octobre 1965, les Beatles consacrent le plus gros de leur séance de travail aux studios EMI d'Abbey Road à leur prochain single, Day Tripper. Ce n'est que peu avant minuit qu'ils enregistrent la piste de base d'If I Needed Someone. Harrison y joue le riff caractéristique de la chanson avec sa Rickenbacker 360/12 à douze cordes sur laquelle il utilise un capodastre.
Le 18 octobre, lors de la séance suivante, le groupe se retrouve pour quelques ajouts, en premier lieu desquels le chant. Harrison se charge du chant principal, qui suit généralement les notes du riff de guitare, tandis que Lennon et McCartney terminent ses phrases avec lui. De ce point de vue, le schéma est donc similaire à celui de Think for Yourself, l'autre chanson de Harrison sur l'album Rubber Soul. La prise est complétée par le tambourin de Ringo Starr, puis le groupe clôt la séance sur une autre chanson, de John Lennon, In My Life.
Le producteur George Martin et les ingénieurs du son Norman Smith et Ken Scott se chargent des mixages, en mono le 25 octobre, et en stéréo le 26. À l'époque, le groupe ne prête que peu d'intérêt à cette partie du travail et n'assiste pas aux opérations. Ils ont d'ailleurs d'autres occupations puisque, tandis que l'équipe boucle le mixage stéréo, le groupe est reçu au palais de Buckingham pour recevoir leur médaille de MBE.

### Parution
Le 3 décembre 1965, If I Needed Someone apparaît en 13e position sur la version britannique de l'album Rubber Soul. Très vite, l'album se place en tête des charts et reçoit un accueil critique enthousiaste. Le public américain doit pour sa part attendre l'album Yesterday and Today (publié par Capitol Records à partir de chansons publiées au Royaume-Uni en single et sur les albums Help!, Rubber Soul et Revolver), en 1966, pour découvrir la chanson. Le disque atteint également la première place des charts. 
En 1976, Apple Records publie cette même version sur la compilation The Best of George Harrison, ce qui a particulièrement déplu à son auteur : le disque, qui devait retracer sa carrière en solo, contient en effet pour moitié des chansons interprétées avec les Beatles.
If I Needed Someone est la seule et unique chanson de George Harrison à avoir été interprétée sur scène par les Beatles, lors de leur ultime tournée mondiale de 1966. Bien plus tard, en 1991, Harrison l'interprète au Japon lors de l'une de ses rares apparitions scéniques, avec Eric Clapton. Le résultat est publié sur l'album Live in Japan l'année suivante.
En 2023, elle est demixée grâce à un algorithme d'intelligence artificielle, développé par l'équipe de Peter Jackson pour le projet The Beatles: Get Back, qui permet d'enseigner à l'ordinateur de reconnaître les voix individuelles, le son des guitares, de la basse et de la batterie, etc, afin de les placer sur une piste différente. Ceci a permis à Giles Martin de remixer la chanson pour la rajouter à la version élargie de l'« Album rouge ».

### Reprises
En décembre 1965, une première reprise de cette chanson est enregistrée par les Hollies et éditée en single chez Parlophone. Elle atteint à la 20e place des charts britanniques en janvier 1966. Cependant, son auteur se montre déçu par l'interprétation : « Ils l'ont gâchée. Les Hollies sont bons d'un point de vue musical, mais la façon dont ils font leurs disques sonne comme s'ils étaient des musiciens de session qui viennent de se rencontrer en studio sans s'être vus avant ! » En retour, Graham Nash, le leader du groupe, s'emporte contre Harrison qui aurait selon lui empêché le disque d'atteindre le succès mérité : en effet, les singles précédent et suivant des Hollies ont, en comparaison, atteint le top 5 britannique.
Après la version des Hollies, le titre fera l'objet d'une quinzaine d'autres reprises, notamment en 1966 par les Kingsmen (Up and Away), en 1970 (en version live) par James Taylor; en 1999 par Type O Negative dans un medley avec Day Tripper et I Want You (She's So Heavy) puis en 2004 par Roger McGuinn (Limited Edition). En 2002, lors du concert-hommage donné à l'occasion du premier anniversaire de la mort de George Harrison, la chanson est interprétée par Eric Clapton.

## Fiche technique

### Interprètes
- John Lennon – guitare rythmique, chœurs
- Paul McCartney – guitare basse, chœurs
- George Harrison – guitare à douze cordes, chant
- Ringo Starr – batterie, tambourin

- George Martin – harmonium

### Équipe de production
- George Martin – producteur
- Norman Smith – ingénieur du son
- Ken Scott – ingénieur du son